# Serrapinnus piaba
Serrapinnus piaba es una pequeña especie del género de peces de agua dulce Serrapinnus, de la familia Characidae en el orden de los Characiformes. Habita en el centro-este de Sudamérica, desde el este del Brasil, hasta la cuenca del Plata, en el centro-este de la Argentina y Uruguay.
Los machos pueden alcanzar los 3,5 cm de longitud total.

## Taxonomía
Esta especie fue descrita originalmente en el año 1875 por el naturalista danés Christian Frederik Lütken. La localidad tipo es: «río Das Velhas, Minas Gerais, Brasil».